# Jules Dupré
Jules Dupré (Nantes, 5 aprile 1811 – L'Isle-Adam, 6 ottobre 1889) è stato un pittore francese, fu uno dei membri principali della scuola di Barbizon di pittori paesaggisti.

## Biografia
Jules Dupré, che era figlio di un fabbricante di porcellane, fece le sue prime esperienze come pittore, decorando le porcellane del padre. Espose prima al Salon de Paris nel 1831 e tre anni dopo ricevette una medaglia di seconda classe. Divenne amico del pittore Théodore Rousseau e con lui andò a Barbizon, a dipingere paesaggi en plein air. Nel 1834 si recò in Inghilterra, dove fu profondamente colpito dal genio di John Constable e da paesaggi lucenti e sfumati di William Turner.
Preferiva contrasti forti di colore, quindi amava dipingere nelle ore crepuscolari quando la luce si impasta con le nebbie e le vaporosità della terra.
Al Louvre si conservano due suoi paesaggi: Vecchia quercia e Il mattino.
La Galleria dell'Accademia di belle arti di Napoli possiede due opere di Jules Dupréː Colline di Francia, olio su tela, 41x22,5 cm; Posto di medicamento (guerra 1870), olio su tela, 32,5x24 cm.

## Galleria d'immagini

Dipinti di Jules Dupré
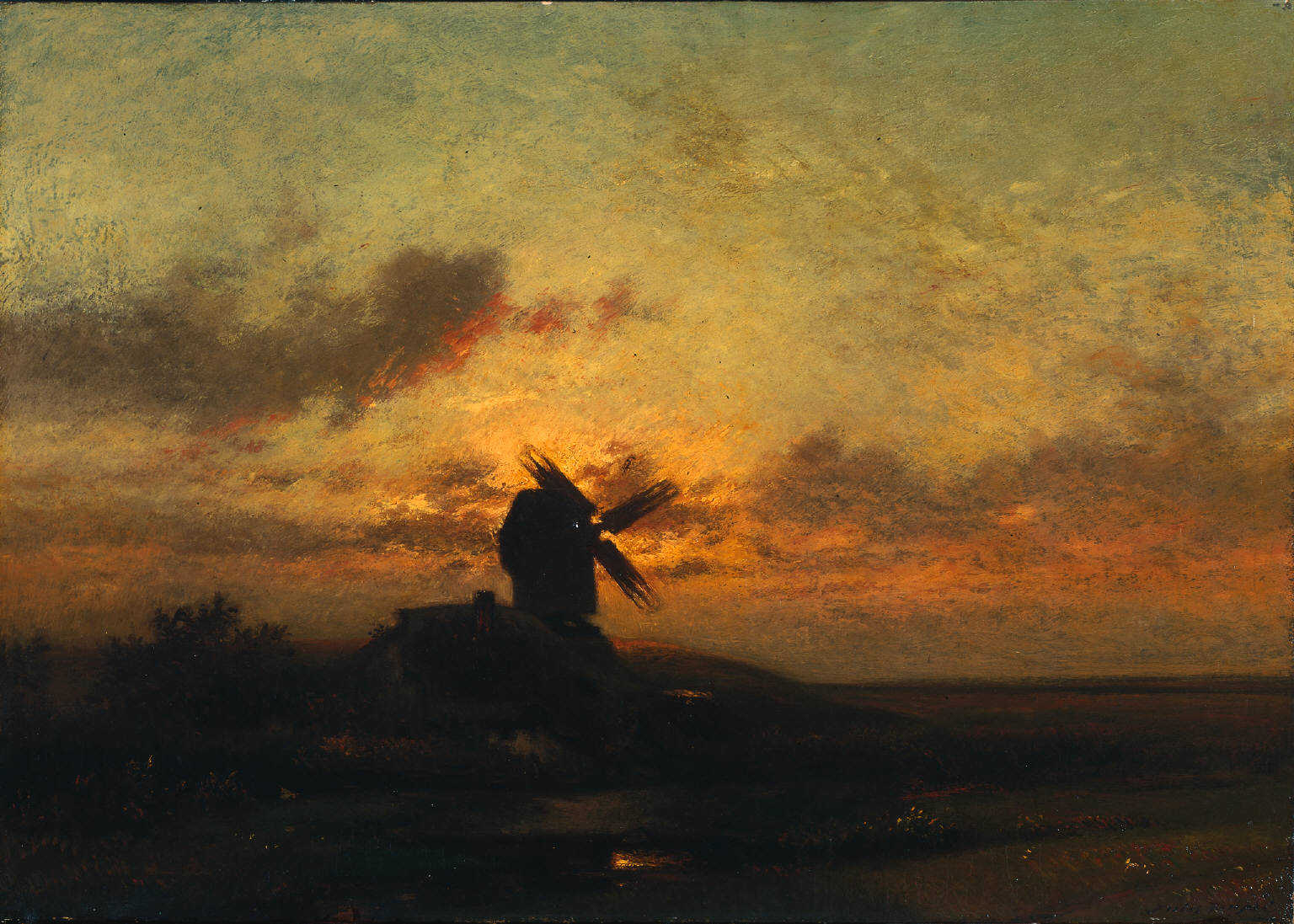
Mulino a vento (Cleveland Museum of Art)
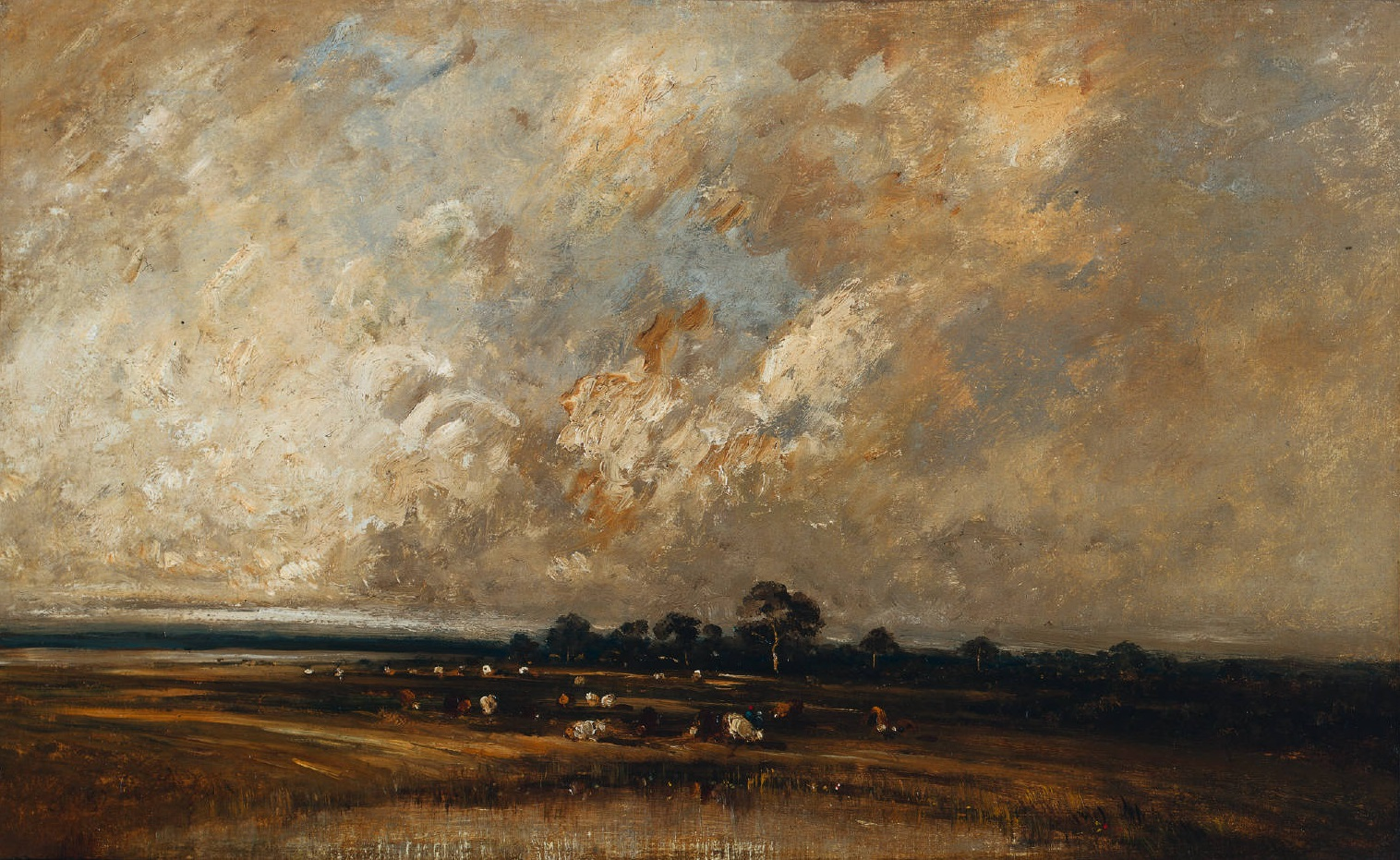
Paesaggio (Cleveland Museum of Art)
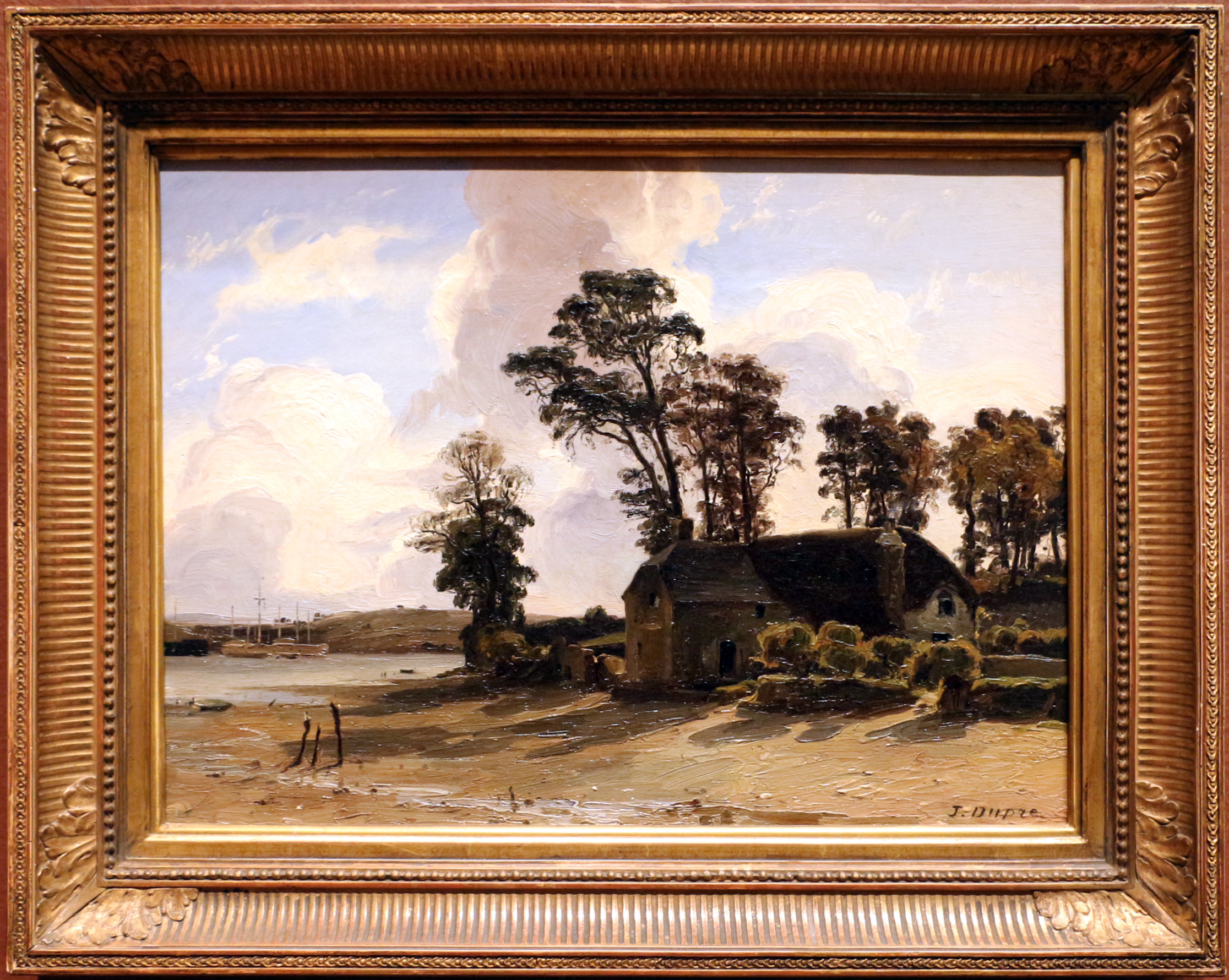
Fattoria all'estuario, 1830-1835 (Art Institute of Chicago)
Still Life with a grey Jug, 1862 (Museo nazionale di Stoccolma)